# Пупиллиды
Пупиллиды (лат. Pupillidae) — семейство мелких наземных раковинных лёгочных улиток, брюхоногих моллюсков из подотряда стебельчатоглазых. Широко распространены в Палеарктике. Обитают в дернине, в том числе на лугах и пастбищах, поселяясь в корневищах трав. Являются промежуточными хозяевами паразитических червей (сосальщиков, нематод и лентецов), чьи личинки в них развиваются. Раковина башневидной формы. Некоторые виды живородящие.

## Систематика
В составе семейства:
- Gastrocopta
- Gyliotrachela
- Lyropupa
- Nesopupa
- Pronesopupa
- Ptychalaea
- Pupilla
- Pupoidopsis
- Sterkia Pilsbry, 1898